# بيت دوكتر
بيت دوكتر (بالإنجليزية: Pete Docter)‏ (و. 1968  م) هو مخرج أفلام، وكاتب سيناريو، ورسام رسوم متحركة، ومؤدي أصوات، ومنتج منفذ أمريكي، ولد في بلومنغتون.

## التعليم
تعلم في جامعة منيسوتا، ومعهد كاليفورنيا للفنون.

## جوائز وترشيحات
حصل على جوائز منها:
جوائز
- جائزة آني
- جائزة الأوسكار لأفضل فيلم رسوم متحركة، عن عمل: فوق
- جائزة الأوسكار لأفضل فيلم رسوم متحركة، عن عمل: قلبا وقالبا

ترشيحات
- جائزة الأوسكار لأفضل فيلم رسوم متحركة قصير
- جائزة الأوسكار لأفضل فيلم رسوم متحركة، عن عمل: شركة المرعبين المحدودة
- جائزة الأوسكار لأفضل كتابة، عن عمل: حكاية لعبة
- جائزة الأوسكار لأفضل كتابة، عن عمل: فوق
- جائزة الأوسكار لأفضل كتابة، عن عمل: قلبا وقالبا
- جائزة الأوسكار لأفضل كتابة، عن عمل: وول-ي

ترشح لـ:
- جائزة الأوسكار لأفضل كتابة "سيناريو أصلي"، عن عمل: قلبا وقالبا
- جائزة الأوسكار لأفضل كتابة "سيناريو أصلي"، عن عمل: فوق
- جائزة الأوسكار لأفضل فيلم رسوم متحركة قصير، عن عمل: Mike's New Car [الإنجليزية]‏
- جائزة الأوسكار لأفضل فيلم صور متحركة، عن عمل: شركة المرعبين المحدودة
- جائزة الأوسكار لأفضل كتابة "سيناريو أصلي"، عن عمل: وول-ي
- جائزة الأوسكار لأفضل فيلم صور متحركة، عن عمل: قلبا وقالبا
- جائزة الأوسكار لأفضل كتابة "سيناريو أصلي"، عن عمل: حكاية لعبة
- جائزة الأوسكار لأفضل فيلم صور متحركة، عن عمل: فوق.

## وصلات خارجية
- بيت دوكتر على موقع IMDb (الإنجليزية)
- بيت دوكتر على موقع مونزينجر (الألمانية)
- بيت دوكتر على موقع ألو سيني (الفرنسية)
- بيت دوكتر على موقع ميوزك برينز (الإنجليزية)
- بيت دوكتر على موقع تيرنر كلاسيك موفيز (الإنجليزية)
- بيت دوكتر على موقع أول موفي (الإنجليزية)
- بيت دوكتر على موقع بوكس أوفيس موجو (الإنجليزية)
- بيت دوكتر على موقع قاعدة بيانات الأفلام السويدية (السويدية)
- بيت دوكتر على موقع قاعدة بيانات الفيلم (الإنجليزية)
- بيت دوكتر على موقع كينوبويسك (الروسية)

1. ↑  Internet Movie Database (بالإنجليزية), QID:Q37312